# Rubrica
La lex Rubrica (també 'Rubia') va ser una antiga llei romana de les anomenades Agrariae, publicada després de la conquesta de Cartago que sembla que ordenava el repartiment de les terres d'Àfrica i la creació dels corresponents decemvirs (Decemviri agris dandis adsignandis).